# アフリイェ・アックア
アフリイェ・アックア（Afriyie Acquah ([æˈfriːi æxˈwɑː] af-REE-ee akh-WAH, 1992年1月5日 - ）は、ガーナ・スンヤニ出身の同国代表サッカー選手である。アル・クウワ・アル・ジャウウィーヤ所属。ポジションはミッドフィールダー。

## 経歴

### クラブ
豊富な運動量を誇り、エッシェン二世とも評される守備的ミッドフィールダー。国内のクラブ、ヤング・ゴールドフィールズにて選手としてのキャリアをスタートさせ、2005年に大陸を渡り北アイルランドの強豪、グレントランFCに入団した。グレントランでは2007年にトップチームに昇格したものの公式戦出場は無く、翌年に母国の2部リーグに所属するアマチュアクラブ、マイン・スターズFCに移籍。公式戦初出場を果たす。2009年夏に1部のベチェム・ユナイテッドと契約したが、試合に出場する間もなく9月にはD.C.ユナイテッドのガーナアカデミーに移籍した。2010年2月に才能に目を付けたイタリアのパレルモに移籍。しばらくはプリマヴェーラでプレーしていたが、故障者の続出などにより2011年1月にトップチーム入り。2月13日のフィオレンティーナ戦でデビュー。以後、着々と経験を積んでいる。私生活では、2011年9月に1つ年下のガーナ人女性と婚約した。2012年7月16日、パルマFCに共同保有権の買い取りオプション付きのレンタル移籍。
2013年1月24日、ドイツ・ブンデスリーガの1899ホッフェンハイムへ完全移籍した。しかし公式戦出場の機会を得られず、同年7月パルマFCに再びレンタル移籍した。
2015年6月19日、トリノFCに4年契約で移籍した。
2018年8月17日、エンポリFCに移籍した。
2019年8月23日、イェニ・マラティヤスポルに2年契約で移籍した。
2021年6月22日、アル・バーティンFCに2年契約で移籍した。
2023年2月1日、アル・クウワ・アル・ジャウウィーヤに移籍した。

### 代表
U-17代表に呼ばれたのを最後に代表チームとは縁がなかったが、パレルモでの活躍を受けて2011年12月にU-20代表に選出された。
2012年2月29日、アメリカ・フィラデルフィアで行われたチリとの親善試合でA代表初キャップを記録した。2012年10月13日のアフリカネイションズカップ2013予選・マラウイ戦で代表初得点となる決勝ゴールを挙げた。

## 個人成績
| シーズン | クラブ               | リーグ         | リーグ | リーグ |
| シーズン | クラブ               | リーグ         | 出場   | 得点   |
| -------- | -------------------- | -------------- | ------ | ------ |
| 2010-11  | パレルモ             | セリエA        | 11     | 0      |
| 2011-12  | パレルモ             | セリエA        | 20     | 0      |
| 2012-13  | パルマ               | セリエA        | 13     | 0      |
| 2012-13  | 1899ホッフェンハイム | ブンデスリーガ | 0      | 0      |
| 通算     | 通算                 | 通算           | 44     | 0      |

## 代表歴

### 出場大会
- ガーナ代表
  - 2014 FIFAワールドカップ

### 試合数
- 国際Aマッチ 42試合 1得点（2012年-2021年）[11]

| ガーナ代表 | 国際Aマッチ | 国際Aマッチ |
| 年         | 出場        | 得点        |
| ---------- | ----------- | ----------- |
| 2012       | 3           | 1           |
| 2013       | 0           | 0           |
| 2014       | 5           | 0           |
| 2015       | 12          | 0           |
| 2016       | 5           | 0           |
| 2017       | 6           | 0           |
| 2018       | 3           | 0           |
| 2019       | 5           | 0           |
| 2020       | 2           | 0           |
| 2021       | 1           | 0           |
| 通算       | 42          | 1           |